# Maarja-Liis Ilus
Ne doit pas être confondu avec Maarja Kivi.
Maarja-Liis Ilus, connue aussi sous le nom de scène Maarja, est une chanteuse estonienne née le 24 décembre 1980 à Tallinn (Estonie).

## Biographie
Maarja-Liis Ilus est entrée dans le monde de la chanson dès son plus jeune âge en interprétant des rôles d’enfant dans des comédies musicales à partir de 4 ans. C’est en 1996 qu’elle se fait connaître du public estonien avec son premier album, Maarja, et en participant à l’Eurolaul 1996 avec deux chansons. Son duo avec Ivo Linna remporte la compétition et représente l’Estonie au Concours Eurovision de la chanson 1996. Leur chanson, Kaleakee hääl, franchit aisément la phase de présélection et finit 5e du concours. L’année suivante, elle participe de nouveau à l’Eurolaul avec deux chansons. Celle qu’elle interprète avec Hanna-Liina Võsa et Anne Värvimann, Aeg, obtient les faveurs du public, et celle qu’elle interprète en solo, Keelatud maa, celles du jury. La chanson finit 8e du Concours Eurovision de la chanson 1997. Sa relation avec l’Eurovision ne s’arrête pas là : elle participe de nouveau, sans succès, au Melodifestivalen (sélection suédoise) 2003 avec la chanson "He is always on my mind" et à l’Eurolaul 2004 avec la chanson "Homme" qui arriva 4e, et sert de porte-parole au comité estonien lors des concours 2004 et 2005. Elle a coprésenté l’Eurolaul 2007 avec Marko Reikop en  interprétant la chanson qui a gagné l'Eurovision 2006 "Hard Rock Halleluja" de Lordi.
Entre-temps, Maarja a enregistré son deuxième album, First in Line, entièrement en anglais, qui est un succès en Estonie, mais aussi au Japon, en Allemagne, en Suède, en Norvège et au Danemark, mais ne parvient pas à séduire le public américain. Elle devient ainsi la première artiste estonienne à être connue hors de son pays. En 2001, City Life rencontre le succès en Estonie, mais échoue à l’étranger.
Depuis 2004, Maarja a abandonné la pop pour se consacrer à des projets de smooth jazz, en travaillant notamment avec le groupe de jazz Hinkus.
En 2006, elle a fait savoir qu’elle n’appréciait pas que Maarja Kivi, ancienne chanteuse et bassiste de Vanilla Ninja, utilise Maarja comme nom de scène pour sa carrière solo, estimant que cela pourrait créer une confusion entre les deux personnes.

## Discographie
- Maarja-Liis (1996)
- First In Line (1998)
- Kaua Veel (1998)
- First In Line (1998) seulement au japon
- Heart (1998) seulement au japon
- City Life (2001)
- Look around (2005)
- Läbi jäätunud klaasi (2006)
- Homme (2008)
- Jõuluingel (2009)
- Kuldne põld (2012)